# Прва лига Црне Горе у фудбалу 2019/20.
Прва лига Црне Горе у сезони 2019/20. је четранесто такмичење организовано од стране фудбалског савеза Црне Горе од оснивања 2006. и то је први степен такмичења у Црној Гори.
Прошле сезоне из Прве лиге Црне Горе су испала два клуба и то: Ловћен који је елиминисан након баражних утакмица и Морнар. У Прву лигу Црне Горе су ушли следећи клубови: Подгорица као првопласирана екипа и Ком после баража. Рудар након баражних утакмица остао у Првој лиги Црне Горе.
Од сезоне 2017/18, утакмице Прве лиге Црне Горе преносе се на телевизији Арена спорт.

## Систем такмичења
У такмичењу учествује 10 клубова, игра се четворокружним системом, свако са сваким кући и на страни по двапут. На крају сезоне, побједник Прве лиге учесвује у квалификацијама за Лигу шампиона за сезону 2018/19, које почиње од 1. кола, док ће другопласирана и трећепласирана екипа, као и побједник Купа играти у квалификацијама за Уефа лигу Европе од 1. кола. На крају сезоне из лиге испада последњепласирана екипа, док ће осмопласирана и деветопласирана екипа на крају сезоне играти у плеј офу за опстанак са другопласираном и трећепласираном екипом из Друге лиге на крају сезоне 2018/19.

## Ток такмичења и измене пропозиција услед пандемије вируса корона
Због пандемије вируса корона такмичење у Првој лиги Црне Горе је два пута прекидано. Први пут је такмичење прекинуто 13. марта 2020. године након 23 одиграна кола. У извештају ФСЦГ је наведено да „Поштујући одлуку Министарства здравља и увођење привремених мера против ширења COVID-19 вируса, којима се забрањују сва јавна и приватна окупљања и одржавање спортских манифестација, Фудбалски савез Црне Горе донео је одлуку о обустављању свих фудбалских такмичења до даљњег.” Све утакмице су се играле без присуства публике. Такмичење је настављено 30. маја утакмицама 24. кола. Први пут у историји црногорског фудбала, све утакмице једног кола Прве лиге играле су се у ноћном термину, под рефлекторима.
Након осам одиграних кола, због погоршане епидемиолошке ситуације, такмичење је поново прекинуто 4. јула 2020. године, након одиграних 31 кола. Одбор за хитна питања Фудбалског савеза Црне Горе је 7. јула 2020. године донео одлуко прекиду такмичења. Одлучено је да „се резултати остварени до момента прекида такмичења (07.07.2020. године) сматрају финалним и на основу истих прогласе победници, учесници квалификација за европска такмичења, учесници баража и релегирани клубови.”

## Промене у саставу лиге
| На почетку сезоне 2019/20. из Друге лиге Црне Горе су се у Прву лигу пласирали: - Подгорица из Подгорице (првопласирани тим Друге лиге) - Ком из Подгорице (победнички тим у баражу над екипом Ловћена) Два тима у претходној сезони су испала у Другу лигу Црне Горе и то су: - Ловћен са Цетиња (поражени тим у баражу од екипе Кома) - Морнар из Бара (последњепласирани тим Прве лиге) |

## Састав Прве лиге Црне Горе у сезони 2019/20.
| Клуб         | Мјесто      | Стадион                 | Капацитет |
| ------------ | ----------- | ----------------------- | --------- |
| ФК Будућност | Подгорица   | Стадион под Горицом     | 15.230    |
| ФК Грбаљ     | Радановићи  | Стадион доња сутвара    | 1.500     |
| ФК Зета      | Голубовци   | Стадион Трешњица        | 5.000     |
| ФК Искра     | Даниловград | Стадион браће Велашевић | 2.000     |
| ФК Ком       | Подгорица   | Стадион Златица         | 3.000     |
| ОФК Петровац | Петровац    | Стадион под Малим брдом | 1.630     |
| ФК Подгорица | Подгорица   | ДГ Арена                | 1.630     |
| ФК Рудар     | Пљевља      | Стадион под Голубињом   | 10.000    |
| ФК Сутјеска  | Никшић      | Стадион крај Бистрице   | 6.180     |
| ОФК Титоград | Подгорица   | Стадион ФК Младост      | 2.000     |

## Резултати
Играло се по четворокружном бод систему. Свака екипа са свком 4 пута, укупно 36 кола. Због пандемије Ковид-19, одиграно је 5 кола мање.
| Домаћин \ Гост | БУД   | ГРБ   | ИСК   | КОМ   | ТИТ   | ПЕТ   | ПОД   | РУД   | СУТ   | ЗЕТ   |
| -------------- | ----- | ----- | ----- | ----- | ----- | ----- | ----- | ----- | ----- | ----- |
| Будућност      | —     | 3 : 2 | 1 : 0 | 3 : 1 | 2 : 1 | 3 : 0 | 1 : 0 | 2 : 0 | 1 : 4 | 1 : 1 |
| Грбаљ          | 0 : 4 | —     | 2 : 3 | 1 : 1 | 0 : 2 | 1 : 2 | 1 : 1 | 2 : 2 | 1 : 1 | 0 : 0 |
| Искра          | 2 : 2 | 1 : 0 | —     | 0 : 2 | 0 : 0 | 1 : 2 | 2 : 1 | 2 : 0 | 2 : 0 | 3 : 1 |
| Ком            | 2 : 3 | 1 : 1 | 1 : 1 | —     | 1 : 2 | 3 : 2 | 1 : 1 | 5 : 0 | 1 : 1 | 0 : 0 |
| Титоград       | 2 : 1 | 1 : 0 | 0 : 1 | 3 : 1 | —     | 1 : 2 | 1 : 2 | 0 : 1 | 0 : 1 | 0 : 1 |
| Петровац       | 0 : 3 | 2 : 0 | 0 : 1 | 2 : 1 | 0 : 3 | —     | 1 : 1 | 1 : 4 | 0 : 4 | 0 : 2 |
| Подгорица      | 1 : 3 | 1 : 1 | 0 : 0 | 4 : 2 | 0 : 0 | 1 : 0 | —     | 3 : 0 | 2 : 2 | 2 : 0 |
| Рудар          | 0 : 3 | 1 : 3 | 1 : 1 | 3 : 2 | 3 : 1 | 4 : 0 | 2 : 1 | —     | 0 : 4 | 1 : 1 |
| Сутјеска       | 0 : 2 | 5 : 0 | 4 : 2 | 2 : 0 | 1 : 1 | 3 : 0 | 1 : 2 | 3 : 0 | —     | 2 : 1 |
| Зета           | 2 : 1 | 2 : 0 | 0 : 1 | 0 : 0 | 1 : 0 | 1 : 1 | 1 : 0 | 2 : 1 | 0 : 0 | —     |

| Домаћин \ Гост | БУД   | ГРБ   | ИСК   | КОМ   | ТИТ   | ПЕТ   | ПОД   | РУД   | СУТ   | ЗЕТ   |
| -------------- | ----- | ----- | ----- | ----- | ----- | ----- | ----- | ----- | ----- | ----- |
| Будућност      | —     | 1 : 0 | н.о   | 2 : 0 | н.о   | 1 : 1 | 1 : 0 | 2 : 0 | 2 : 0 | 4 : 1 |
| Грбаљ          | н.о   | —     | 3 : 1 | 0 : 1 | 0 : 0 | 0 : 0 | 0 : 0 | 1 : 0 | н.о   | 0 : 2 |
| Искра          | 4 : 1 | 2 : 1 | —     | 2 : 0 | 3 : 0 | н.о   | н.о   | 0 : 2 | 1 : 0 | 3 : 1 |
| Ком            | 0 : 1 | 0 : 1 | н.о   | —     | н.о   | 0 : 1 | н.о   | 1 : 1 | 3 : 3 | 1 : 0 |
| Титоград       | 1 : 3 | н.о   | 2 : 1 | 2 : 3 | —     | н.о   | 0 : 0 | 1 : 3 | 1 : 1 | 0 : 0 |
| Петровац       | 0 : 1 | н.о   | 4 : 1 | 1 : 0 | 1 : 1 | —     | 1 : 1 | н.о   | н.о   | 2 : 2 |
| Подгорица      | 1 : 1 | 2 : 0 | 0 : 0 | 1 : 1 | 1 : 1 | 1 : 1 | —     | н.о   | н.о   | н.о   |
| Рудар          | 0 : 4 | 3 : 1 | н.о   | н.о   | 1 : 1 | 0 : 2 | 0 : 3 | —     | 5 : 1 | н.о   |
| Сутјеска       | н.о   | 4 : 1 | 1 : 1 | н.о   | 3 : 1 | 0 : 0 | 1 : 0 | 2 : 0 | —     | 0 : 0 |
| Зета           | н.о   | н.о   | 1 : 1 | 1 : 1 | н.о   | 1 : 1 | 1 : 1 | 2 : 0 | 1 : 3 | —     |

## Табела
| М  | Екипа     | Одиг. | Поб. | Нер. | Пор. | ДГ | ПГ | ГР  | Бод. |
| -- | --------- | ----- | ---- | ---- | ---- | -- | -- | --- | ---- |
| 1  | Будућност | 31    | 23   | 4    | 4    | 63 | 26 | +37 | 73   |
| 2  | Сутјеска  | 31    | 15   | 10   | 6    | 57 | 31 | +26 | 55   |
| 3  | Искра     | 31    | 15   | 8    | 8    | 43 | 33 | +10 | 53   |
| 4  | Зета      | 31    | 9    | 14   | 8    | 29 | 30 | -1  | 41   |
| 5  | Подгорица | 31    | 8    | 16   | 7    | 34 | 27 | +7  | 40   |
| 6  | Петровац  | 31    | 9    | 10   | 12   | 30 | 46 | -16 | 37   |
| 7  | Рудар     | 31    | 10   | 5    | 16   | 38 | 57 | -19 | 35   |
| 8  | Титоград  | 31    | 7    | 10   | 14   | 29 | 38 | -9  | 31   |
| 9  | Ком       | 31    | 6    | 11   | 14   | 36 | 45 | -9  | 29   |
| 10 | Грбаљ     | 31    | 4    | 10   | 17   | 23 | 49 | -26 | 22   |

Легенда:
| Првак Прве лиге Црне Горе |
| ------------------------- |
| Будућност 4. титула       |

## Доигравање за пласман у Прву лигу
Након завршетка првенства другопласирана екипа из Друге лиге играла је са деветопласираном екипом из Прве лиге и трећепласираниа из Друге лиге против осмопласираног из Прве лиге. Победници ових сусрета изборили су пласман у Прву лигу за сезону 2020/21, а поражени ће играти у Другој лиги Црне Горе.

### Први мечеви
| Ком            | 3:0      | Језеро |
| -------------- | -------- | ------ |
| Влаховић 90+4’ | Извештај |        |

| Титоград | 0:1      | Бокељ        |
| -------- | -------- | ------------ |
|          | Извештај | Бошковић 18’ |

### Други мечеви
| Језеро                                      | 3:1      | Ком           |
| ------------------------------------------- | -------- | ------------- |
| Рађеновић 43’ · Дрешковић 71’ · Милачић 83’ | Извештај | Голубовић 57’ |

- Језеро се укупним резултатом 3:2 пласирало у Прву лигу Црне Горе за сезону 2020/21.

| Бокељ                                                   | 0:1      | Титоград                                                      |
| ------------------------------------------------------- | -------- | ------------------------------------------------------------- |
|                                                         | Извештај | Нововић 63’ (пен.)                                            |
| Пенали                                                  |          |                                                               |
| Стевовић · Бакић · Секуловић · Бабић · Почек · Марвеђио | 4:5      | Нововић · Адровић · Рогановић · Музуровић · Бојовић · Бановић |

- Титоград се укупним резултатом 6:5 након једанаестераца пласирало у Прву лигу Црне Горе за сезону 2020/21.

## Најбољи стрелци
| Број | Фудбалер            | Клуб      | Голови |
| ---- | ------------------- | --------- | ------ |
| 1    | Марко Ћетковић      | Сутјеска  | 10     |
| 2    | Драшко Божовић      | Будућност | 9      |
| 2    | Игор Ивановић       | Будућност | 9      |
| 2    | Бобан Ђорђевић      | Грбаљ     | 9      |
| 2    | Сава Гардашевић     | Ком       | 9      |
| 2    | Велизар Јанкетић    | Рудар     | 9      |
| 2    | Божо Марковић       | Сутјеска  | 9      |
| 8    | Панагиотис Мораитис | Будућност | 8      |
| 8    | Борис Копитовић     | Петровац  | 8      |
| 8    | Вуле Вујачић        | Рудар     | 8      |
| 8    | Дамир Којашевић     | Сутјеска  | 8      |
| 8    | Стефан Николић      | Сутјеска  | 8      |